# Big Tech
Als Big Tech (auch Internetgiganten, Tech-Giganten, Internetriesen oder Tech-Riesen) werden die größten IT-Unternehmen der Welt bezeichnet. Vor allem ein bedeutender Teil der alltäglichen Internet-Benutzung der meisten Menschen läuft über die Geräte, Betriebssysteme, Programme und/oder Onlinedienste (und damit häufig Server) dieser wenigen Unternehmen. Große IT-Unternehmen mit Schwerpunkt Hardware (z. B. Nvidia, TSMC, Broadcom, Samsung) werden nur manchmal zu Big Tech hinzugezählt.

Die Big Five, von links nach rechts: Alphabet (vor allem Google), Amazon, Apple, Meta (vor allem Facebook) und Microsoft (vor allem Windows)

Die fünf größten IT-Unternehmen nach Marktkapitalisierung sind Alphabet (vor allem Google), Amazon, Apple, Meta (vor allem Facebook) und Microsoft (vor allem Windows). Diese werden auch Big Five genannt. Gängige Akronyme sind GAFAM oder – nach Umbenennung von Facebook zu Meta – GAMAM oder GAMMA. Alle fünf Unternehmen stammen aus den USA und befanden sich 2021 nach rasantem Wachstum zwischen 2010 und 2020 gemessen an ihrer Marktkapitalisierung unter den sechs größten Unternehmen der Welt (zusammen mit Saudi Aramco. Stand: 31. März 2021). Seither stieß Nvidia hinzu und die sechs gehören zu den sieben größten Unternehmen der Welt (Stand: 31. März 2024). Bis Ende 2024 setzte sich diese Tendenz weiter fort.
Ende der 2010er Jahre verzeichneten mehrere chinesische Unternehmen starkes Wachstum. Diese erreichen zwar nicht die Marktkapitalisierung der obigen Unternehmen, aber ähnliche Nutzerzahlen für ihre Onlinedienste. Dadurch haben sie ebenso die Möglichkeit der Überwachung und Manipulation (durch gezielte Anzeige bzw. Nicht-Anzeige bestimmter Inhalte) von Milliarden Menschen. Diese Machtkonzentration wird bei allen großen Plattformen kritisch gesehen, besonders bei den chinesischen, da diese der Macht einer diktatorischen Regierung unterliegen. Regierungen versuchen seit Kurzem, die derzeitige Situation wieder zu verbessern und die davon ausgehenden Gefahren einzuschränken, bspw. die EU mit den seit 2022 geltenden Gesetzen DSA und DMA.

## Alternative Zusammenstellungen

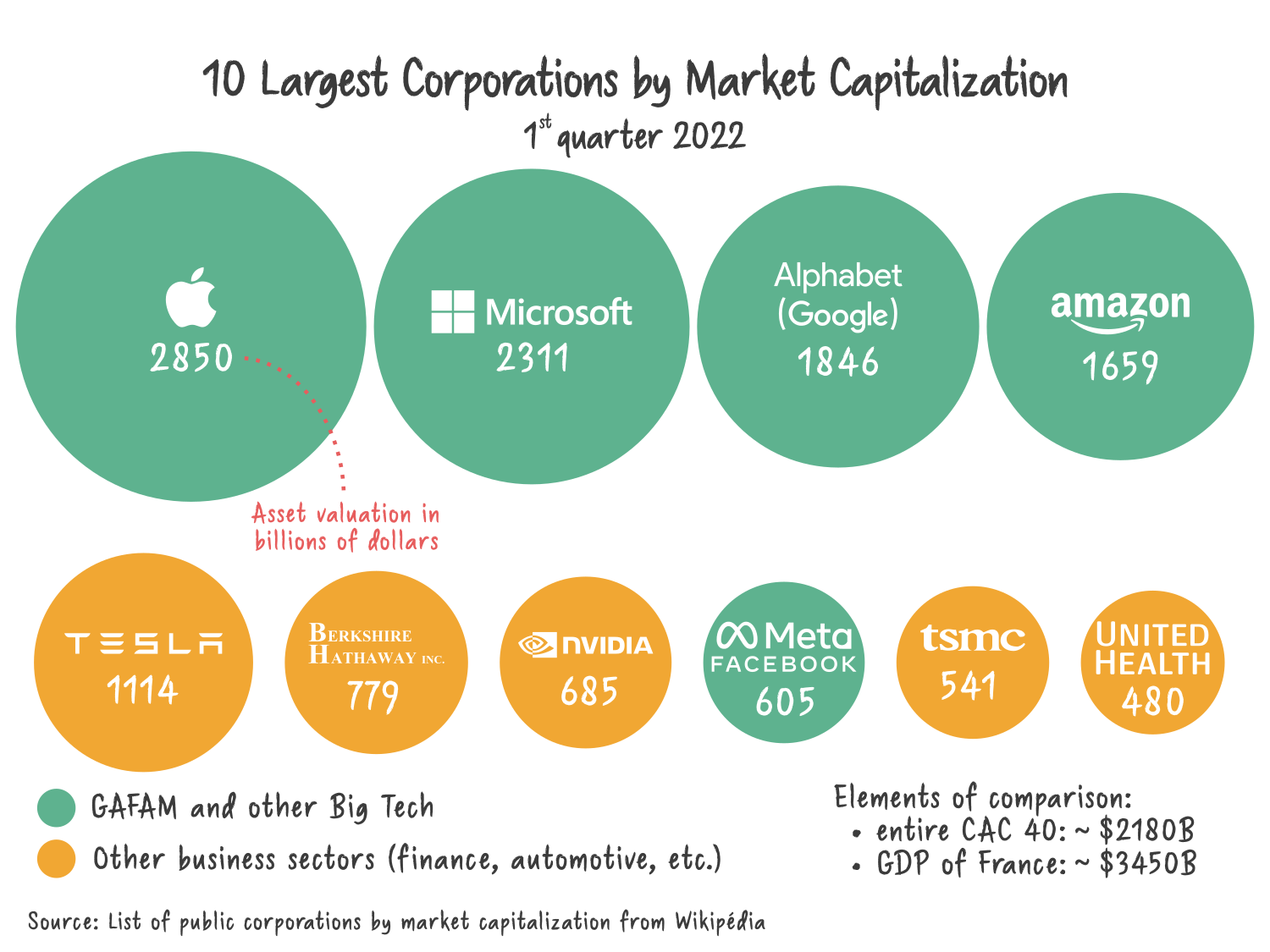
Die zehn größten Unternehmen weltweit nach Marktkapitalisierung

Auch das Akronym GAFA für die Big Four ohne Microsoft ist gebräuchlich. Im Börsenkontext ist mitunter von FAANG(-Aktien) die Rede, wobei hier Microsoft durch Netflix ersetzt wird.
Daneben gibt es fundierte Definitionen von Big-Tech, die neben einer großen Marktkapitalisierung des jeweiligen Mega-Konzerns auch inhaltliche Charakteristika berücksichtigen und voraussetzen: So schrieb die Bundesbank bereits 2019, dass es sich nach ihrem Verständnis bei Big-Tech-Unternehmen jeweils um große Plattform-Unternehmen mit jeweils eigenen „Ökosystemen“ handele. Dort wurden also bereits 2019 dementsprechend neben den Big Four auch die beiden chinesischen Konzerne Alibaba und Tencent den Big-Tech hinzugezählt. Durch das starke Wachstum von Microsoft Teams und Microsoft 365 seit Anfang der 2020er Jahre ist Microsoft mittlerweile aber hier auch eindeutig hinzu zu zählen, ebenso die TikTok Konzernmutter ByteDance.
Daneben ist in Deutschland aufgrund der 10. Novelle des Gesetzes gegen Wettbewerbsbeschränkungen – GWB-Digitalisierungsgesetz seit Januar 2021 die Vorschrift des § 19a GWB in Kraft. Sie bezieht sich auf Digitalunternehmen, die eine überragende marktübergreifende Bedeutung für den Wettbewerb in Deutschland haben. Dabei fällt die Feststellung, welche Unternehmen hier hinzu zu zählen sind, in die Zuständigkeit des Bundeskartellamts und erfolgt jeweils zunächst auf fünf Jahre befristet. Mit Stand von Ende September 2024 ist die Feststellung der überragenden marktübergreifenden Bedeutung für den Wettbewerb nach §19a(1) GWB aktuell auch für Microsoft erfolgt, bereits zuvor ist diese Einstufung schon erfolgt für die Megakonzerne Alphabet, Amazon, Apple und Meta.
In der EU gibt es seit dem Inkrafttreten des DSA 2022 die rechtliche Definition der Very large online platforms (VLOPs). Hierzu zählen alle Onlinedienste, die durchschnittlich mehr als 45 Millionen monatliche Benutzer in der EU haben. Für sie gelten strengere Regeln, zum Beispiel im Bezug auf Risiken für die Demokratie oder die Gesundheit. Im April 2023 wurde die Einstufung der ersten 19 Onlinedienste öffentlich bekannt. Von diesen waren zehn in Besitz der „Big Five“. Von den Übrigen waren fünf weitere in Besitz von US-amerikanischen Unternehmen (Booking.com, LinkedIn, Pinterest, Snapchat und Twitter), zwei von chinesischen Unternehmen (TikTok und AliExpress), einer von einem europäischen Unternehmen (Zalando) und einer von einer Non-Profit-Organisation (Wikipedia). Im Dezember 2023 wurden drei Pornoseiten/-Plattformen ergänzt sowie eine weitere im Juli 2024, außerdem im April 2024 das chinesische Shein und im Mai Temu. Damit sind 25 Dienste von der EU als VLOPs eingestuft (Stand August 2024).
Die relative Dominanz der GAFA im Verhältnis zum gesamten restlichen Internet wurde für Deutschland anhand einer Gesamtmessung der digitalen Mediennutzung über alle Endgeräte ermittelt – hier erzielten die 4 größten Konzerne (Alphabet, Meta, Amazon und Apple) insgesamt 46,1 % des gesamten Internet-Traffics. Besonders kritisch an den Ergebnissen dieser Messungen ist vor allem, dass sich riesige Teile des Internets als weitgehend frei von Traffic erweisen. Der Gini-Koeffizient für die Ungleichverteilung des Traffics im Netz beträgt 0,988 (der Maximalwert 1,0 bedeutet maximale Ungleichheit – wenn ein Anbieter die gesamte Nachfrage bündelt und alle anderen Anbieter leer ausgehen).

## Kritik
Die Big Tech-Unternehmen weisen große Gemeinsamkeiten auf, die überwiegend kritisch beschrieben werden. Sie handeln überwiegend nicht gemeinwohlorientiert, sondern selbsterhaltungs- und profitorientiert und verwenden deshalb bspw. die Methoden von Überwachungskapitalismus und Plattformkapitalismus. Das bedeutet, dass sie zwecks Machterhalt und Gewinnerzielung Internetnutzer intensiv verfolgen und manipulieren (bspw. von ihren „Diensten“ abhängig machen). Die Massenüberwachung von Nutzern geschieht durch die Sammlung aller möglichen Daten: innerhalb der Dienste (bspw. der Inhalt von Textnachrichten und Scrollverhalten), anderswo im Internet (durch Nutzerverfolgung wie bspw. Fingerprinting) und sogar über Hardware (bspw. das Abhören von Gesprächen über das Mikrofon). Die Manipulation erfolgt vor allem durch gezielte Anzeige bzw. Nicht-Anzeige bestimmter Inhalte (bspw. im individuellen Feed ihrer sozialen Netzwerke) durch eigens dafür trainierte Algorithmen.
Auch die oligopolistische Marktbeherrschung verschiedener zentraler Bestandteile des Internets wird häufig kritisiert. Diese ist unter anderem bedingt durch den Netzwerkeffekt sowie Vorsprünge beim Datensammeln und -Verarbeiten. Die Big-Tech-Unternehmen können sich allein schon durch ihren Reichtum eine deutlich größere Rechenkraft („Künstliche Intelligenz“) leisten und dadurch ihre Algorithmen besser trainieren. Zudem haben die Big Tech-Unternehmen entgegen den frühen 2010er Jahren auch in der akademischen Forschung und Entwicklung künstlicher Intelligenz eine Vormachtstellung zu Ungunsten von Universitäten und außeruniversitärer Forschungseinrichtungen erreicht, die die Sicherheit und Technikfolgenabschätzung der Schlüsseltechnologie negativ beeinflusse. Die GAFAM-Konzerne steuerten so direkt die Regulierung von KI und ihrer Produkte anstatt diese lediglich außerhalb des Prozesses beeinflussen zu können.
Michael Ignatieff hält die „Macht der neuen Technologie-Barone“ für eine Gefahr für die Demokratie. Bei jeder technologischen Revolution müsse die Macht derjenigen beschränkt werden, die von ihr profitieren. Jeder Innovator strebe nach einer Monopolstellung. Als Lösung und wahre Herausforderung der Demokratie sieht er die Förderung eines lebendigen, uneingeschränkten und fortschrittlichen Wettbewerbs.
Nach dem Medienwissenschaftler Martin Andree gefährdet die Dominanz der GAFAM in den westlichen Industrienationen die Wirtschaft wie Demokratie gleichermaßen. Durch den hohen Monopolisierungsgrad in den verschiedenen digitalen Märkten sei Wettbewerb weitgehend abgeschafft. Infolge der digitalen Transformation bleibe das Gros der Marktteilnehmer weitgehend chancenlos. Vor allem journalistische und redaktionelle Anbieter verlören aufgrund der digitalen Transformation gegen die Übermacht der Plattform-Monopole ihre Finanzierungsgrundlage. Zudem seien Medienmonopole in Deutschland als verfassungswidrig einzuschätzen. Die Situation sei besonders kritisch auf dem Feld demokratierelevanter Mediengattungen wie Suchmaschinen, Social Media sowie Gratis Video-on-Demand, welche aktuell von den quasi-monopolistischen Angeboten der Tech-Konzerne Alphabet (Google, Youtube) und Meta (Facebook, Instagram) abgedeckt werden. In einem Maßnahmenkatalog schlägt er insgesamt 15 Maßnahmen zur Öffnung der digitalen Märkte vor, wie etwa die Durchsetzung von Outlinks oder offener Standards.
Ende des Jahres 2024 wird im Vorfeld des Wahlkampfs zur Bundestagswahl im Februar 2025 dann doch eine Debatte über die Wirkungen und die Regulierung sogenannter sozialer Netzwerke und anderer großer Online-Portale ausgelöst. Medienwissenschaftler stellen dabei heraus: Große Online-Plattformen haben sich zu schädlichen Machtzentralen im Netz entwickelt, Sie müssten für Inhalte Dritter haften. 
Die Initiative Nachrichtenaufklärung bezeichnete die Gefahren für die Demokratie durch Big Tech aufgrund des weitgehenden Nichtvorkommens in deutschen Medien als eine der vergessenen Nachrichten des Jahres 2024.
Aus dem Jahr 2024 folgendes Beispiel, wie sich die BIG-Tech-Marktmacht und die darin verankerten Lock-in-Effekte äußern: Nach Übernahme von VMware durch Broadcom zum Preis von fast 70 Milliarden US-Dollar, die am 22. November 2023 vollzogen wurde, erfolgten drastische Preiserhöhungen für wesentliche VMware-Produkte. Trotz viel Kundenprotest und so manchem Wechsel zu Alternativprodukten konnte Broadcom den Umsatz und Gewinn schnell und deutlich ohne Mehraufwand erhöhen.
Im Sommer 2024 beschreibt Ulrich Kelber, bis Juni 2024 BfDI-Beauftragter, seine Erfahrungen mit Big Tech aus seiner fünfeinhalbjährigen Amtszeit u. a. wie folgt: „Einige der großen Big-Tech-Unternehmen verhalten sich nach wie vor nicht rechtskonform aus meiner Sicht. Und sie mussten auch zu jedem Anpassungsschritt gezwungen werden und versuchen danach, der Entscheidung auszuweichen, indem sie eigentlich das gleiche tun, nur unter neuem Anstrich...“ Zudem weist er auch gerade in Bezug auf Big Tech nachdrücklich darauf hin, wie wichtig Einhaltung und Stärkung von Grundprinzipien des Datenschutzes wie Zweckbestimmung und Datenminimierung für eine funktionierende freiheitliche Gesellschaft und für eine Verringerung vom Aufkommen von Fake News sowie einer Verringerung z. T. ausufernder radikaler Inhalte sind.

## Digitalsteuer
Der Umgang mit Big Tech Unternehmen insbesondere mit der Fragestellung, wie viel Marktregulierung der EU in Bezug auf Big Tech-Konzerne wichtig ist, war auch ein deutliches Thema der 2025er Münchner Sicherheitskonferenz im Februar 2025. Eine deutliche Aussage von dort war, dass die Sichtweise, jegliche Einschränkung der unbeschränkten Macht der US-Tech-Konzerne sei gleichbedeutend damit, dass man China einen Vorteil im Rennen um die Technologieführerschaft gäbe, gefährlich nicht nur für unsere europäischen Gesellschaften ist. Anlässlich der Rahmenbedingungen im Jahr 2025 (Stichwort Zollstreit) erscheint allerdings z. B. das Thema Digitalsteuer für BIG Tech bis auf weiters zu Gunsten von BIG Tech ausgeräumt.

## Maßnahmen
Verschiedene Regierungen versuchen mittlerweile, die derzeitige Situation wieder zu verbessern und die davon ausgehenden Gefahren einzuschränken, bspw. die EU mit den seit 2022 geltenden Gesetzen DSA und DMA.
Im Bereich der Groupware bzw. Kollaborationssoftware treibt für Deutschland das ZenDiS, gegründet im Dezember 2022, u. a. das Werkzeug openDesk voran, damit die öffentliche Verwaltung ab Ende 2024 freier zwischen IT-Lösungen, IT-Komponenten und IT-Anbietern wählen kann. openDesk wird zukünftig mittels STACKIT gehostet. Dieses Projekt soll mehr digitale Souveränität bzw. mehr Technologiesouveränität für Europa schaffen und genießt mittlerweile auch breite Anerkennung über Deutschland hinaus.
Verwandt ist das Leuchtturmprojekt der Digitalstrategie Deutschlands „GovStack“.
Abgesehen davon kommen allmählich auch nichtkommerzielle Open-Source-Alternativen auf, bspw. das Fediverse mit Mastodon und anderen sozialen Netzwerken. Im Bereich der Online-Kommunikation bzw. der mobilen Messenger ist dies z. B. der Messenger-Dienst Signal und das Matrix-Kommunikationsprotokoll, das zunehmend genutzt wird, z. B. mittels Element, als BW-Messenger oder als im Jahr 2025 weiter in Arbeit befindlicher TI-Messenger ("TIM") für Interoperables Instant Messaging im Gesundheitswesen.
Bekannte Initiativen, die sich seit längerem für die Bereitstellung von datenschutzfreundlicherer und interoperablerer Software als i. d. R. die von Seiten der Big-Tech-Unternehmen einsetzen, sind z. B. die Open Source Initiative, Wikipedia sowie OpenStreetMap.